# Сагађа (Алба)
Сагађа (рум. Sagagea) насеље је у Румунији у округу Алба у општини Пошага. Oпштина се налази на надморској висини од 843 m.

## Становништво
Према подацима из 2002. године у насељу је живело 300 становника, од којих су сви румунске националности.